# 彼得倫科韋 (哈爾科夫州)
49°54′12″N 35°41′22″E / 49.90333°N 35.68944°E
彼得倫科韋（烏克蘭語：Петренкове）是位於烏克蘭東部的村莊，由哈爾科夫州博霍杜希夫區的瓦爾基市鎮負責管轄。該村始建於1695年，面積4.01平方公里，海拔高度143米，2001年人口17，人口密度每平方公里4.24人。